# 一山一寧
一山一寧（いっさん いちねい）は、元の渡来僧。俗姓は胡。台州臨海県（現在の浙江省台州市臨海市）の出身。寧一山ともいう。

## 略歴
幼くして出家し、律宗・天台宗を学んだ後、臨済宗に転じ、天童山や浄慈寺などで修行を積み、阿育王寺の頑極行弥の法を嗣いだ。その後、環渓惟一らに参禅を続け、諸所を遊方した。
二度の日本遠征（元寇）に失敗した元の世祖クビライは再遠征の機会をうかがうと共に、交渉によって平和裏に日本を従属国とするべく使者を派遣した。
当時の日本は臨済禅の興隆期にあり禅僧を尊ぶ気風があったため、補陀落山観音寺の住職であった愚渓如智が使者に選ばれた。
弘安5年（元の至元19年/1282年）の最初の渡航は悪天候によって阻まれ、弘安7年（至元21年/1284年）には対馬まで辿り着くが、日本行きを拒む船員等の騒乱によって正使王積翁が殺害され中止された。

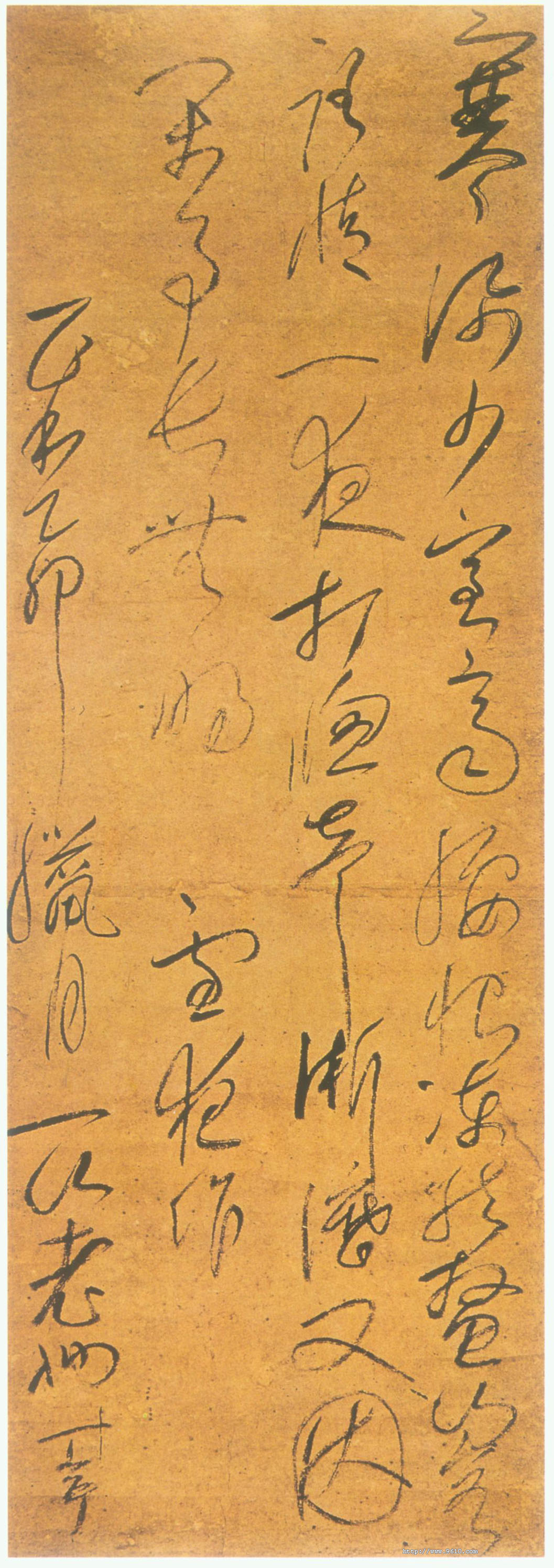
『雪夜作』正和4年(1315年)　建仁寺蔵

永仁2年（至元31年/1294年）、世祖の後を継いだ成宗は再び日本の属国化を図り愚渓如智に三度目の使者を命ずるが老弱のため果たせず、代わりに観音寺の住職を継いでいた一山一寧を推薦した。成宗は一寧に妙慈弘済大師の大師号を贈り、日本への朝貢督促の国使を命じた。
正安元年（元の大徳3年/1299年）秋、一寧は門人一同のほかに西礀子曇を伴って日本に渡った。西礀子曇は文永8年（1271年）から8年間の滞日経験があり、鎌倉の禅門に知己が多かった。
大宰府に入った一寧は元の成宗の国書を執権北条貞時に奉呈するが、元軍再来を警戒した鎌倉幕府は一寧らの真意を疑い伊豆修禅寺に幽閉した。
一度目の日本遠征（文永の役）後、鎌倉幕府は来日した元使を二度（第七回使節、第八回使節）斬っているが、一寧が大師号を持つ高僧であったこと、滞日経験をもつ子曇を伴っていたことなどから死を免ぜられたと思われる。
修善寺での一寧は禅の修養に日々を送り、また一寧の赦免を願い出る者がいたことから、貞時はほどなくして幽閉を解き、鎌倉近くの草庵に身柄を移した。
幽閉を解かれた後、一寧の名望は高まり多くの僧俗が連日のように彼の草庵を訪れた。これを見て貞時もようやく疑念を解き、永仁元年（1293年）の地震による倒壊炎上によって衰退していた建長寺を再建して住職に迎え、自ら帰依した。
円覚寺、浄智寺の住職を経て、正和2年（1313年）には後宇多上皇の懇請に応じ、上洛して南禅寺3世となった。
この他に帰一寺（静岡県賀茂郡松崎町）、慈雲寺（長野県諏訪郡下諏訪町）、信州中野の泰清寺（長野県中野市）などの開山となり、正統の臨済禅の興隆に尽力した。
学識人物に傑出し身分を問わず広い層に尊崇され、門下からは雪村友梅ら五山文学を代表する文人墨客を輩出した。自身も能筆家として知られ墨蹟の多くが重要文化財指定を受けている。
朱子の新註を伝え日本朱子学の祖ともされる。
文保元年10月24日（1317年11月28日）、南禅寺で病没。花園天皇より一山国師と諡号された。語録として『一山国師語録
』がある。

## 法嗣
- 無著良縁
- 雪村友梅
- 無惑良欽
- 無相良真
- 東林友丘
- 石梁仁恭
- 聞渓良聰
- 月山友桂
- 極仙良初
- 大年良椿
- 古泉志諲[5]

## 一山一寧に関する本　どちらも年表付
- 『一山国師七百年遠諱記念　鎌倉時代の南禅寺と一山国師』　関西大学教授 原田正俊著　大本山南禅寺発行　2016年10月
- 『帰一寺開山一山一寧国師七百年大遠諱記念　一山一寧墨蹟集』　花園大学教授 衣川賢次著　帰一寺発行　2016年11月